# Vierden
Vierden es un municipio situado en el distrito de Rotemburgo del Wumme, en el estado federado de Baja Sajonia (Alemania). Su población estimada a finales de 2016 era de 739 habitantes.
Se encuentra ubicado a poca distancia al este de la ciudad de Bremen, y al oeste de Hamburgo. En 1807, el efímero Reino de Westfalia se anexionó el Ducado, antes de que Francia lo hiciera posteriormente en 1810. En 1813, el Ducado fue restituido al Electorado de Hannover que, tras su conversión en Reino de Hannover en 1814, incorporó el Ducado a una unión real. Como resultado, el territorio ducal, incluido Vierden, pasó a formar parte de la nueva Región de Stade, establecida en 1823.